# Isus (mitologie)
Isus este un personaj secundar din mitologia greacă care este menționat de Homer în Iliada fiind unul din cei 50 de fii ai regelui Priam cu o femeie neidentificată. A fost ucis de eroul grec Agamemnon. Puține lucruri sunt cunoscute despre Isus în afară de mențiuni scurte. Este cunoscut ca frate al lui Antiphus, fiul lui Priam cu a doua soție a sa, Hecuba.